# Claude Mauriac
Claude Mauriac (* 25. April 1914 in Paris; † 22. März 1996 ebenda) war ein französischer Journalist und Schriftsteller.

## Leben
Claude Mauriac war der Sohn von François Mauriac. Er studierte Rechtswissenschaft in Bordeaux und schloss 1941 mit dem Doktorat ab, machte aber Karriere als Journalist, von 1946 bis 1977 im Figaro und im Express, dann in Le Monde. Von 1944 bis 1949 war er Sekretär de Gaulles. Von 1938 bis 1958 veröffentlichte er zahlreiche essayistische Arbeiten über französische Literatur in Vergangenheit und Gegenwart. Von 1957 bis 1989 erschienen von ihm 12 Romane, die nach Art von Marcel Proust und Nathalie Sarraute geschrieben waren und von denen die ersten 4 (unter dem Obertitel Le Dialogue intérieur) auch ins Deutsche übersetzt wurden (von Elmar Tophoven). Ab den 1970er Jahren kam die groß angelegte Veröffentlichung von Tagebuchaufzeichnungen hinzu, überwiegend unter den beiden Obertiteln Le Temps immobile (10 Bände) und Le Temps accompli (4 Bände). 1978 verlieh ihm die Académie française für sein damaliges Gesamtwerk den Prix Pierre-de-Régnier. Er war Commandeur im Ordre des Arts et des Lettres.

## Werke